# Călătorie de la Petersburg la Moscova
Călătorie de la Petersburg la Moscova (rusă: Путешествие из Петербурга в Москву) este un roman scris de Aleksandr Radișcev, operă în care transpar puternic ideile iluministe ale autorului, vădit influențat de idee europeană a epocii. În scrierea acestei cărți, autorul a fost influențat de lucrarea „O călătorie sentimentală prin Franța și Italia” a scriitorului englez Lawrence Sterne. 
Pentru puternicele accente critice la adresa autocrației țariste, a nedreptelor orânduiri din societatea rusă și pentru ideile progresiste avansate în această operă, autorul a fost exilat, imediat după apariția lucrării, în 1790, timp de șase ani în Siberia.